# 小林茂 (日本ガイシ)
小林 茂（こばやし しげる、1961年3月23日 - ）は、日本の実業家。日本ガイシ代表取締役社長。東京都港区出身。

## 人物・経歴
東京都港区で5人兄弟の長男として生まれた。幼少期をニューヨークで過ごし、帰国後は桐蔭学園中等教育学校に編入し、1979年に桐蔭学園高等学校を卒業。アメリカ時代から高校までバスケットボールを続けた。
1983年慶應義塾大学法学部卒業、日本ガイシ入社。2016年執行役員。2018年常務執行役員。2020年取締役専務執行役員。2021年代表取締役社長。